# Antoni Radziwiłł

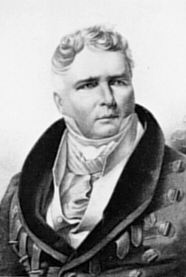
Antoni Radziwiłł, en 1810.

El príncipe Antoni Henryk Radziwiłł, duque de Nieśwież y Olyka (Vilna, 13 de junio de 1775-Berlín, 7 de abril de 1833) fue un aristócrata polaco-lituano, músico, político y duque gobernador (polaco książę-namiestnik, alemán Statthalter) del Gran Ducado de Posen, una provincia autónoma perteneciente al Reino de Prusia.

## Música
Antoni Radziwill es famoso, más que por aspectos políticos, por ser un gran mecenas. Sus palacios en Berlín, Posnania y Antonin son conocidos por los conciertos que interpretaban los músicos más importantes de la época. Aparte de los que interpretaba el mismo de guitarra, chelo y ópera, tuvo como invitados a Paganini, Frédéric Chopin y Ludwig van Beethoven.
Chopin escribió y dedicó a Radziwill la Introducción y Polonesa Brillante Op. 3 para violonchelo y piano, durante su estancia en la residencia de verano del Príncipe en Antonin. La intención principal de Chopin fue que el Príncipe Radziwill la interpretara junto a su hija Wanda.
Chopin escribirá en una carta del 14 de noviembre de 1829:
"He compuesto en su casa (Radziwill) un Alla Polacca con violoncelo. Sólo  son brillantes efectos de salón para las señoras; quería, ya ves, que la princesa Wanda pudiese aprenderlo".